# Tapinanthus congolense
Tapinanthus congolense là một loài thực vật có hoa trong họ Loranthaceae. Loài này được De Wild. miêu tả khoa học đầu tiên.